# Mazda K (двигатель)
Mazda K — V-образный шестицилиндровый 24-клапанный бензиновый двигатель внутреннего сгорания в конфигурации 60° с клапанным механизмом DOHC и полностью алюминиевой конструкцией. Объём варьируется от 1,8 до 2,5 литров. Все двигатели серии K используют 27-градусный клапанный механизм DOHC с гидравлическими подъёмниками. Также двигатели отличаются очень жёсткой алюминиевой конструкцией блока цилиндров с разрезным картером, 4-болтовой опорой с дополнительными болтами, крепящими нижний блок, коленчатым валом кованой стали с внутренней балансировкой и шатунами из облегчённой кованой порошковой углеродистой стали. Двигатели были разработаны в целях применения в переднеприводных автомобилях с короткими капотами.
Одним из уникальных нововведений серии K стало внедрение системы регулируемой резонансной индукции (VRIS). На основе принципа резонанса Гельмгольца впускной коллектор оснащён 3 камерами, настроенными на определённую резонансную частоту. Компьютер динамически переключается между каждой резонансной камерой для достижения соответствующей резонансной частоты вращения двигателя. Этот эффект оптимизирует объёмную эффективность в заданном диапазоне оборотов, обеспечивая максимальный крутящий момент во всём диапазоне оборотов. VRIS используется на K8, KF и KL, но сейчас используют эту технологию используют почти все современные двигатели Mazda V6.
У всех двигателей Mazda K красная зона 7000 об/мин с ограничителем 7500—7800 об/мин, что является консервативным с учётом конструкции двигателя. По циклу Миллера двигатель KJ-ZEM имел красную зону 6000 об/мин, но сочетался в паре с автоматической трансмиссией.

## K8
- Объём: 1,8 л (1845 см3)[1]
- Клапанный механизм: DOHC
- Диаметр цилиндра: 75 мм
- Ход поршня: 69,6 мм
- Иные обозначения: K8-DE (США)[2][3][4], K8-ZE (Япония)[5][6][7]
- Мощность: 97—107 кВт (130—144 л. с.)
- Крутящий момент: 156 Н⋅м
- Годы производства: 1991—1998[2][8]

## KF
- Объём: 2,0 л (1995 см3)[9]
- Диаметр цилиндра: 78 мм
- Ход поршня: 69,6 мм
- Иные обозначения: KF-DE (США)[10], KF-ZE (Япония)[11]
- Мощность: 104—127 кВт (140—170 л. с.)
- Крутящий момент: 179—190 Н⋅м
- Годы производства: 1991—2002

## KJ-ZEM
- Объём: 2,3 л (2255 см3)[12][13]
- Диаметр цилиндра: 80,3 мм
- Ход поршня: 74,2 мм
- Мощность: 162 кВт (217 л. с.)
- Крутящий момент: 285 Н⋅м
- Годы производства: 1993—2002[14]

## KL
- Объём: 2,5 л (2497 см3)[15][16]
- Диаметр цилиндра: 84,5 мм
- Ход поршня: 74,2 мм
- Иные обозначения: KL-DE (KL-03 за пределами США)[17], KL-ZE (Япония)[18][19]
- Мощность: 149 кВт (200 л. с.)
- Крутящий момент: 224 Н⋅м
- Годы производства: 1991—2002